# Istituto nazionale per le malattie infettive
L'Istituto nazionale per le malattie infettive Lazzaro Spallanzani (INMI "Lazzaro Spallanzani" IRCCS) è un istituto di ricovero e cura a carattere scientifico, sito a Roma in via Portuense, 292.

## Storia
L'ospedale Lazzaro Spallanzani fu fondato nel 1936 e fu destinato alla prevenzione, diagnosi e cura delle malattie infettive, occupando con i suoi 15 padiglioni un'area di 134000 m² all'interno dell'ospedale San Camillo, fondato nel 1929.
Nel corso degli anni '30 fu aperta una sezione dedicata alla cura e alla riabilitazione per i malati di poliomielite, mentre negli anni '70 l'Istituto si concentrò sul contrasto all'epatite B, che rappresentò un punto di partenza verso una maggiore competenza nel campo dell'epatite virale acuta e cronica. A partire dal 1980 rappresenta uno dei maggiori centri per l'assistenza e la ricerca sulle infezioni causate dal virus HIV.
Un'espansione del complesso si ebbe nel 1991 mentre nel 1996 il Ministero della salute ha riconosciuto lo Spallanzani come Istituto di Ricovero e Cura a Carattere Scientifico (IRCCS).
Nei primi anni 2000 il Ministero identificò l'ospedale come polo nazionale contro il bioterrorismo e specializzato nel trattamento di malattie infettive ad elevato impatto, ossia SARS, FEV e MERS.
Con deliberazione della Giunta Regionale del Lazio nº 157/2007 è stato istituito il Polo Ospedaliero Interaziendale Trapianti (POIT), una struttura deputata ai trapianti di fegato, reni e pancreas partecipata sia dallo Spallanzani che dal San Camillo-Forlanini.
L'Istituto possiede uno dei due laboratori con livello di biosicurezza 4 presenti in Italia (l'altro è presso l'ospedale Luigi Sacco di Milano).
Il 25 novembre 2014 è stato ricoverato presso l'istituto Fabrizio Pulvirenti, un medico italiano di Emergency infettato dal virus Ebola mentre si trovava ad operare in Sierra Leone, poi dimesso il 2 gennaio 2015.

### Ruolo nell'epidemia di 2019-nCoV
Nell'ambito della pandemia di COVID-19 l'Istituto, a partire dal 30 gennaio 2020, ha ospitato i primi due infettati identificati in Italia: due turisti cinesi, originari della provincia di Hubei, di 66 e 67 anni.
Il 2 febbraio, durante una conferenza stampa, il Ministro della salute Roberto Speranza ha annunciato che un gruppo di ricercatori dell'INMI ha isolato il coronavirus SARS-CoV-2. Il team era composto da Maria Rosaria Capobianchi, Francesca Colavita, e Concetta Castilletti.
Le sequenze parziali sono state tempestivamente pubblicate sul portale GenBank a disposizione della comunità scientifica internazionale.
A partire dal 6 febbraio 2020 il nosocomio ospita anche il primo italiano risultato positivo al coronavirus, si tratta di uno dei 56 italiani rimpatriati da Wuhan con un volo speciale.

## Collegamenti
- Linee autobus ATAC: 228, 718, 774; Roma TPL: 710.